# Chemiogenomica
La Chemogenomica è la selezione sistematica di librerie chimiche di piccole molecole nei confronti di famiglie di marcatori biologici (GPCR, recettori nucleari, chinasi, proteasi...) con l'obiettivo finale di identificare nuovi farmaci.